# Florentin Dekeisère
 (juin 2025).
Florentin Dekeisère est un homme politique français né le 15 novembre 1791 à Audruicq (Pas-de-Calais) et décédé le 13 avril 1862 à Saint-Omer (Pas-de-Calais).

## Biographie
Avocat en 1815, il est ensuite substitut au tribunal de Saint-Omer, juge en 1848, puis vice-président du tribunal de Saint-Omer en 1853. Maire d'Audruicq, conseiller d'arrondissement en 1833, conseiller général en 1837, il est député du Pas-de-Calais de 1842 à 1846, siégeant au centre avec le tiers-parti.

## Sources
- « Florentin Dekeisère », dans Adolphe Robert et Gaston Cougny, Dictionnaire des parlementaires français, Edgar Bourloton, 1889-1891 [détail de l’édition]